# Крест Добровольцев Сопротивления
Крест Добровольцев (фр. Croix du combattant volontaire de la Résistance) — французская награда для участников французского Сопротивления, участвовавших в боевых действиях или был депортирован, убит или ранен, участвуя в актах сопротивления немецким оккупационным силам во время Второй мировой войны.
Награда была учреждена специальным законом в 1954 году и присуждалась тем, кто обладал карточками, удостоверяющими их как бойцов-добровольцев Сопротивления.

## Статут награды
Крест Добровольцев Сопротивления был создан для тех, кто участвовал в признанной правительством группе Сопротивления, и рисковали своей жизнью во время её операций. Он выдавался всем держателям карты добровольного бойца сопротивления, созданной в 1949 году, которая сама вручается лицам по следующим критериям:
- Обладатели карты депортированного или интернированного участника Сопротивления.[2]
- Казнённые, убитые или раненые в ходе акта сопротивления.[2]
- Те, кто были членами группы сопротивления, признанной боевой единицей и которые фактически сражались не менее 90 дней в составе французских боевых сил (FFC), французских внутренних сил (FFI) или французского внутреннего сопротивления (RFI).[2]
- Люди, которые в течение 90 дней до 6 июня 1944 года принадлежали FFC, FFI или RFI на территории, оккупированной врагом, и имеют письменные показания двух лиц, хорошо известных своей деятельностью во французском Сопротивлении.[2]

Крест не считается военной наградой, но учитывается при рассмотрении заявлений на получение, во-первых, креста Добровольцев 1939—1945 и, во-вторых, звания кавалера ордена Почётного легиона (за счёт квоты, зарезервированные для бывших бойцов Сопротивления).
Закон 1989 года отменил все ранее принятые временные ограничения для применения статуса бойца-добровольца сопротивления.

## Описание
Награда разработана гравёром Фредериком де Верноном. Представляет собой крест из позолоченной бронзы шириной 36 мм. На аверсе в центре рельефный лотарингский крест, расходящийся четырьмя крестовинами, покрытые лавровыми листьями. На реверсе надпись в три строки «COMBATTANT / VOLONTAIRE / RÉSISTANCE».
Крест висит на чёрной шелковой муаровой ленте шириной 36 мм с красными вертикальными полосами по краям шириной 5 мм. Она разделена четырьмя вертикальными зелёными полосами шириной 1 мм, двумя в центре на расстоянии 2 мм друг от друга и по одной с каждой стороны на расстоянии 2 мм от красной крайней полосы.